# Saison 26 de South Park
Chronologie
Saison 25 Saison 27
La vingt-sixième saison de la série télévisée d'animation américaine South Park est diffusée entre le 8 février 2023 et le 29 mars 2023 sur la chaîne américaine Comedy Central. La saison comporte 6 épisodes. 

## Promotion
Le 17 janvier 2023, Comedy Central a publié une vidéo annonçant la saison, pour le 8 février.

## Épisodes
| №   | # | Titre                                                                        | Réalisation | Scénario              | Audiences (en millions) | Première diffusion |
| --- | - | ---------------------------------------------------------------------------- | ----------- | --------------------- | ----------------------- | ------------------ |
| 320 | 1 | CupiYe Cupid Ye                                                              | Matt Stone  | Matt Stone            | 0,48                    | 8 février 2023     |
| 321 | 2 | Tournée mondiale pour le respect de la vie privée The Worldwide Privacy Tour | Trey Parker | Trey Parker           | 0,56                    | 15 février 2023    |
| 322 | 3 | Cagoinces Japanese Toilet                                                    | Trey Parker | Trey Parker           | 0,48                    | 1er mars 2023      |
| 323 | 4 | Apprentissage bien profond Deep Learning                                     | Trey Parker | Trey Parker & ChatGPT | 0,47                    | 8 mars 2023        |
| 324 | 5 | Saucisses en fête DiKimble’s Hot Dogs                                        | Trey Parker | Trey Parker           | 0,43                    | 22 mars 2023       |
| 325 | 6 | Spring Break                                                                 | Trey Parker | Trey Parker           | 0,37                    | 29 mars 2023       |

### Épisodes spéciaux
| No  | # | Titre français                           | Titre original                        | Première diffusion |
| --- | - | ---------------------------------------- | ------------------------------------- | ------------------ |
| 326 | 1 | South Park : Joining the Panderverse     | South Park: Joining the Panderverse   | 27 octobre 2023    |
| 327 | 2 | South Park (Ne convient pas aux enfants) | South Park: Not suitable for children | 20 décembre 2023   |
| 328 | 3 | South Park : La Fin de l'Obésité         | South Park: The End of Obesity        | 24 mai 2024        |